# موتور ملا بخش كوسة
موتور ملا بخش كوسة (بالإنجليزية: Mowtowr-e Molla Bakhsh Kuseh)‏ هي منطقة سكنية تقع في سيستان وبلوتشستان في إيران. يقدر عدد سكانها بـ 36 نسمة .